# Fabiola (film, 1918)
Pour les articles homonymes, voir Fabiola.
Pour plus de détails, voir Fiche technique et Distribution.
Fabiola est un film italien réalisé par Enrico Guazzoni, sorti en 1918.

## Synopsis
L'histoire de la montée du christianisme dans l’Empire romain.

## Fiche technique
- Titre : Fabiola
- Réalisation : Enrico Guazzoni
- Scénario : Fausto Salvatori d'après Fabiola (roman) (en) du cardinal Nicholas Wiseman
- Photographie : Alfredo Lenci
- Pays d'origine : Royaume d'Italie
- Format : Noir et blanc - 1,33:1 - Film muet
- Genre : historique
- Date de sortie : 1918

## Distribution
- Elena Sangro : Fabiola
- Giulia Cassini-Rizzotto : Lucina
- Bruto Castellani : Quadrato
- Augusto Mastripietri : Eurota
- Amleto Novelli : Fulvio
- Livio Pavanelli : San Sebastiano
- Signora Poletti : Sant'Agnese
- Valeria Sanfilippo : Santa Cecilia
- Ljubomir Stanojevic
- Signora Tirelli : Afra
- Giorgio Fini